# Chonecolea
Chonecolea, rod jetrenjarki smješten u vlastitu porodicu Chonecoleaceae, dio podreda Lophocoleineae. Porodica je opisana 1972.

## Vrste
1. Chonecolea acutiloba (Schiffn.) R.M. Schust.
2. Chonecolea andina Grolle & Váňa
3. Chonecolea doellingeri (Nees) Grolle
4. Chonecolea ruwenzorensis E.W. Jones
5. Chonecolea schusteri Udar & Ad. Kumar
6. Chonecolea verae Potemkin